# Heneralske, Alușta
Heneralske (în ucraineană Генеральське) este un sat în comuna Maloricenske din orașul regional Alușta, Republica Autonomă Crimeea, Ucraina.

## Demografie
Componența lingvistică a localității Heneralske
     Rusă (80,28%)
     Tătară crimeeană (12,11%)
     Ucraineană (7,27%)
     Alte limbi (0,35%)
Conform recensământului din 2001, majoritatea populației localității Heneralske era vorbitoare de rusă (80,28%), existând în minoritate și vorbitori de tătară crimeeană (12,11%) și ucraineană (7,27%).